# جان دیویس لاج
جان دیویس لودج (انگلیسی: John Davis Lodge؛ ۲۰ اکتبر ۱۹۰۳ – ۲۹ اکتبر ۱۹۸۵) هنرپیشه، سیاست‌مدار، افسر و دیپلمات اهل ایالات متحده آمریکا بود. از فیلم‌های وی می‌توان به تعطیلات رسمی اشاره نمود.